# Temporada 1968-69 de los Detroit Pistons
La temporada 1968-69 fue la vigésimo primera de los Pistons en la NBA, y la duodécima en su localización de Detroit, Míchigan. La temporada regular acabaron con 32 victorias y 50 derrotas, ocupando la sexta posición de la División Este, no logrando clasificarse para los playoffs.

## Elecciones en elDraft
| Ronda | Puesto | Jugador          | Posición | Nacionalidad   | Universidad        |
| ----- | ------ | ---------------- | -------- | -------------- | ------------------ |
| 1     | 6      | Otto Moore       | Pívot    | Estados Unidos | Texas-Pan American |
| 2     | 20     | Manny Leaks      | Pívot    | Estados Unidos | Niagara            |
| 4     | 42     | Rich Niemann     | Pívot    | Estados Unidos | Saint Louis        |
| 6     | 70     | Wally Anderzunas | Alero    | Estados Unidos | Creighton          |

## Temporada regular
| División Este        | División Este | División Este | División Este | División Este | División Este | División Este | División Este | División Este |
| Equipo               | G             | P             | %             | PD            | Casa          | Fuera         | Neutral       | Div           |
| -------------------- | ------------- | ------------- | ------------- | ------------- | ------------- | ------------- | ------------- | ------------- |
| x-Baltimore Bullets  | 57            | 25            | .695          | –             | 29–9          | 24–15         | 4–1           | 26–14         |
| x-Philadelphia 76ers | 55            | 27            | .671          | 2             | 26–8          | 24–16         | 5–3           | 23–17         |
| x-New York Knicks    | 54            | 28            | .659          | 3             | 30–7          | 19–20         | 5–1           | 26–14         |
| x-Boston Celtics     | 48            | 34            | .585          | 9             | 24–12         | 21–19         | 3–3           | 23–17         |
| Cincinnati Royals    | 41            | 41            | .500          | 16            | 15-13         | 16–21         | 10–7          | 20–20         |
| Detroit Pistons      | 32            | 50            | .390          | 25            | 21–17         | 7–30          | 4–3           | 13–27         |
| Milwaukee Bucks      | 27            | 55            | .329          | 30            | 15–19         | 8–27          | 4–9           | 7–29          |

## Estadísticas
| Rk | Jugador          | Edad | P  | PT | MP   | TC  | TCI  | %TC  | TL  | TLI | %TL  | RB   | AS  | FP  | PTS  |
| 1  | Dave Bing        | 25   | 77 |    | 39.5 | 8.8 | 20.7 | .425 | 5.8 | 8.1 | .713 | 5.0  | 7.1 | 3.3 | 23.4 |
| 2  | Walt Bellamy     | 29   | 53 |    | 38.2 | 6.8 | 13.2 | .512 | 5.2 | 7.8 | .663 | 13.5 | 1.9 | 3.7 | 18.8 |
| 3  | Dave DeBusschere | 28   | 29 |    | 37.7 | 6.5 | 14.6 | .447 | 3.2 | 4.5 | .723 | 12.2 | 2.2 | 3.8 | 16.3 |
| 4  | Happy Hairston   | 26   | 81 |    | 35.7 | 6.5 | 14.0 | .469 | 5.0 | 6.8 | .731 | 11.8 | 1.3 | 3.1 | 18.1 |
| 5  | Howard Komives   | 27   | 53 |    | 32.6 | 5.1 | 12.5 | .409 | 2.6 | 3.4 | .775 | 3.8  | 5.0 | 3.4 | 12.9 |
| 6  | Eddie Miles      | 28   | 80 |    | 28.2 | 5.5 | 12.3 | .449 | 2.3 | 3.4 | .667 | 3.5  | 2.3 | 2.5 | 13.3 |
| 7  | Jimmy Walker     | 24   | 69 |    | 23.8 | 4.5 | 9.7  | .466 | 2.6 | 3.3 | .795 | 2.3  | 3.2 | 2.5 | 11.7 |
| 8  | Otto Moore       | 22   | 74 |    | 21.7 | 3.3 | 7.4  | .443 | 1.2 | 2.3 | .524 | 7.1  | 0.9 | 2.5 | 7.7  |
| 9  | Terry Dischinger | 28   | 75 |    | 19.4 | 3.5 | 6.8  | .515 | 1.7 | 2.4 | .730 | 4.3  | 1.2 | 3.1 | 8.8  |
| 10 | McCoy McLemore   | 26   | 50 |    | 18.2 | 2.8 | 7.1  | .396 | 1.7 | 2.1 | .808 | 4.7  | 0.9 | 2.3 | 7.3  |
| 11 | Jim Fox          | 25   | 25 |    | 15.0 | 1.8 | 3.8  | .469 | 1.4 | 2.1 | .642 | 5.6  | 0.9 | 2.2 | 5.0  |
| 12 | Dave Gambee      | 31   | 25 |    | 12.1 | 2.4 | 5.7  | .423 | 2.0 | 2.5 | .790 | 3.1  | 0.6 | 2.4 | 6.8  |
| 13 | Sonny Dove       | 23   | 29 |    | 8.1  | 1.6 | 3.4  | .470 | 0.8 | 1.2 | .667 | 2.1  | 0.4 | 1.7 | 4.1  |
| 14 | Rich Niemann     | 22   | 16 |    | 7.7  | 1.3 | 2.9  | .426 | 0.5 | 0.6 | .800 | 2.6  | 0.6 | 1.9 | 3.0  |
| 15 | Bud Olsen        | 28   | 10 |    | 7.0  | 0.8 | 2.3  | .348 | 0.4 | 1.2 | .333 | 1.1  | 0.7 | 0.8 | 2.0  |
| 16 | Cliff Williams   | 23   | 3  |    | 6.0  | 0.7 | 3.0  | .222 | 0.0 | 0.0 |      | 1.0  | 0.7 | 2.3 | 1.3  |

## Galardones y récords
| Jugador          | Galardón                     |
| Dave DeBusschere | 2.º Mejor quinteto de la NBA |
| Dave Bing        | All-Star                     |